# Ronald Moore (cestista)
Ronald Moore (Filadelfia, 14 luglio 1988) è un ex cestista statunitense.

## Carriera
Dopo 4 stagioni a Siena College, esordisce da professionista nel Nitra nel campionato slovacco. Nel 2011-2012 è al Turów Zgorzelec, con cui disputa 45 partite in Polska Liga Koszykówki.
Prosegue la carriera all'Albacomp in Ungheria e al Čerkasy in Ucraina, dove rimane fino al febbraio 2014, mese in cui si trasferisce in Serie A alla Juvecaserta.

## Palmarès
- Campionato ungherese: 1

Albacomp: 2012-13
- Coppa d'Ungheria: 1

Albacomp: 2013